# 30セント・メリー・アクス
30セント・メリー・アクス（サーティ・セント・メリー・アクス、英名:30 St Mary Axe）は、イギリスの首都ロンドンの金融中心地である、シティ・オブ・ロンドンのセント・メリー・アクス通り30番地に聳え立つ超高層ビルの名称。非公式にはピクルスに使用する小さいサイズのキュウリを意味する「ガーキン(The Gherkin)」として広く知られる。
またビルを所有するスイス・リーにちなみ、時にスイス・リ本社タワー、スイス・リ本社ビル、スイス・リ・センター、もしくは単にスイス・リ本社と呼ばれることがある。
ビルは180メートル（590フィート）の高さがあり、ロンドン全体でも有数の高さの建造物である。ビルは主にプリツカー賞を受賞した建築家、ノーマン・フォスター卿と、彼の元同僚建築家であるケン・シャトルワースにより設計されたものである。
ビルは2001年から2004年の3年間で、スウェーデンに本社を置く建設会社、スカンスカ社指揮の下に建設された。

## 敷地周辺の歴史
ビルは船舶売買と海運情報の国際市場本部であった、バルチック海運取引所の建物が建っていた場所に建設されている。1992年4月10日、IRA暫定派がその付近で爆弾を爆破させたために、歴史的な本部建物と近隣一帯の建造物が激しく損傷してしまった。
歴史的建造物を保存する組織イングリッシュ・ヘリテッジと、ロンドン政府団体のコーポレーション・オブ・ロンドンは、バルチック海運取引所の再建はセント・メリー・アクス通りに面する建造物の古いファサードを修復するものでなくてはならないと主張した。特に建物内のエクスチェンジ・ホールと呼ばれた部分は、海運会社所有の歴史的にも有名な部分であった。
しかしバルチック海運取引所は、こうした修復の事業に手をつける余裕がなく、1995年に一切の土地をトラファルガー・ハウス社へと売り渡してしまった。そして残っていたほとんどの建築物は慎重に解体され、エクスチェンジ・ホールの内装とファサードは保存・密閉された。
後になってイングリッシュ・ヘリテッジは調査により、建物の損傷が想像していた以上に酷いことを知った。再建を支持する保守派建築家からの異議を押しのけ、彼らは建物を完全修復する主張を取りやめた。その後は、その場所にノーマン・フォスター設計の超高層ビル「ミレニアム・タワー」を建設するなどの案が挙がったが、案のみに終わっている。

## 愛称「ガーキン」の由来

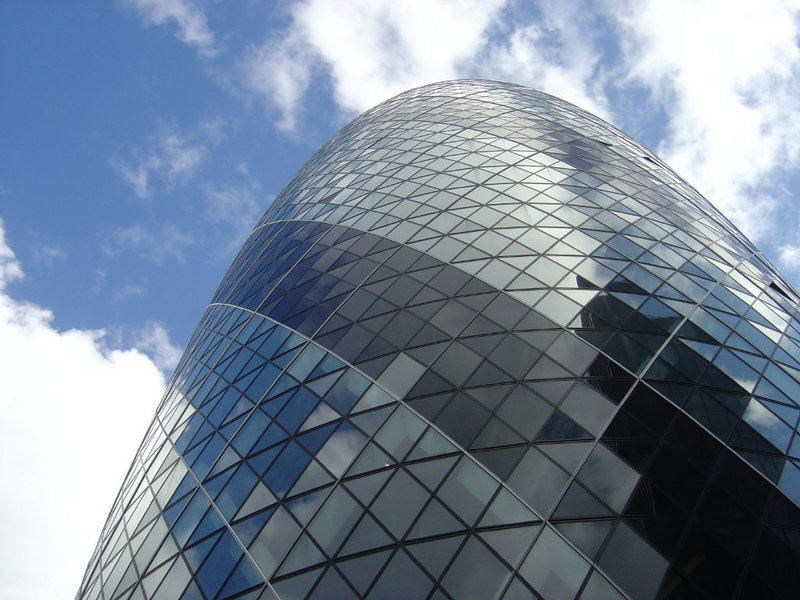
地上から見た「ガーキン」

1996年、トラファルガー・ハウス社は、9万平方メートル（100万平方フィート）以上あるオフィス空間と、地上305メートル（1000フィート）の場所に展望階を含む、370メートル（1200フィート）のビルの設計案を提出した。計画はそのビルの外観がピクルスに似ているという、かなりな型破りさで一躍注目を集めた。イギリスの新聞、ガーディアン紙の編集次長は、ビルを形容する「卑猥なガーキン（若いキュウリ）」という言葉を造り出した。
その後トラファルガー・ハウス社が自身らが計画した建設案を断念したにもかかわらず、なぜか愛称は定着してしまった。この突飛なデザインのビルは「ガーキン」と呼ばれている他、「タワリング・イニュエンド（Towering Innuendo、聳え立つ暗示）」や「クリスタル・ファルス（Crystal Phallus、水晶の男根像）」とも呼ばれる（それぞれ、「タワーリング・インフェルノ（Towering Inferno、映画のタイトル）」、「クリスタル・パレス（Crystal Palace、水晶宮）」の駄洒落である）。

## 建設計画工程

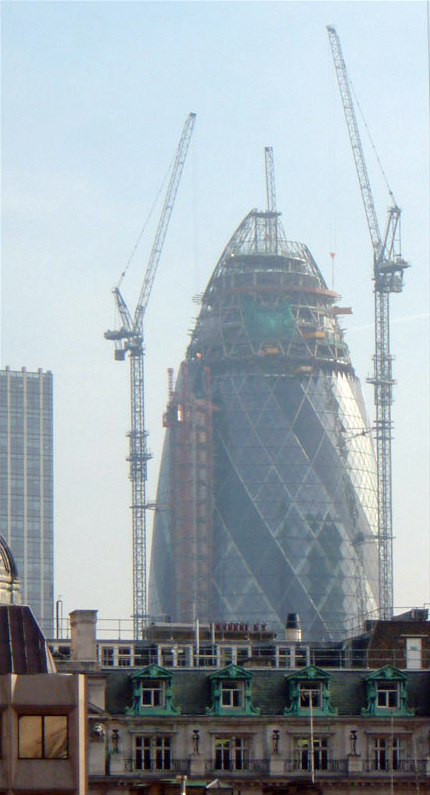
建設中のビル。2001年3月に工事が着工、頭頂部が完成に至ったのは2002年11月で、企業へ公式に開場したのは2004年初頭のことだった。

2000年8月23日、副首相のジョン・プレスコットは、以前に存在していたバルチック海運取引所の建物よりはるかに巨大なビルを建設する建設許可を与えた。これで、ビル計画は建設が終了した際にどのような外観になるのかが決定的な争点となった。
建設予定地はロンドンでもかなり特殊な場所であった。理由として、この用地は、新設されるビルがロンドン周辺の複数の位置から見た際に、セント・ポール大聖堂の眺めを妨げ損なわないとする計画案内への記入が必要な「照準線」上にはなく、また歴史あるバルチック海運集会所の本部建物も位置していたからである。また内装の設計は非常に美しく、立案者達に特上のやる気と影響を与えるものであった。
用地建設の原案では、バルチック海運集会所の再建のみが焦点であった。イギリスの建築会社GMWアーキテクツは、各銀行が広々としたフロアを好むことから、修復された海運取引所を囲む長方形のビルの建設を提案した。しかしこの建設案は買い手がつかなかった。
結局、設計家達は集会所がもはや修復不能であり、建築制限を緩和しなければならないと考えた。彼らは、建築学上有意な建物であれば、まったく新しいビルの建築案でもシティ当局から好意的に見られて認可が下りるかもしれないと暗に考えていた。この意識の進展が自由に建物をデザインするよう建築家を開放し、顧客が好むような誇張され、資本能率的で、金儲け向けのビルという制限的な需要を除去したのである。
計画形成中にあったもう一つの大きな影響は、ロンドンの東部再開発地区、ドックランズに位置する高層ビル街であるカナリー・ウォーフであった。当時各銀行や商業機関は、再開発地区ではモダンで巨大なフロア基盤を有するビルの建設が許可されていたため、カナリー・ウォーフのビルに群れを成して移り始めていた。シティ・オブ・ロンドンはそうした近代的な建造物の建設を承認していなかった為、企業は社員を様々な場所に分散しなければならなかった。その後シティはその政策が大規模な欠陥をもたらしていると理解を示し、高層建築物への反感を緩和したのだった。
その後スイス・リ社のやや水準を下げた計画案が、ロンドンの割合狭い伝統的な街道を維持したいとする、計画立案権威者の要望に適った。スイス・リ社提案のビルの大きさは、威圧的すぎずちょうどよかったのである。またバークレイ銀行本部ビルのように、スイス・リ社計画のビルは近接するストリートからも見てほぼはっきりとわかるものであった。こうした計画の規定や目的がシティの新たな視覚的独自性を創り出すことになった。例えばアメリカ合衆国のニューヨークにおける建築の区画比率やセットバック規定は、ロンドンやパリのようなより保守的な規定を有する都市に比べ、建築物をどのような外観にするかに莫大な影響を与えている。

## 建物

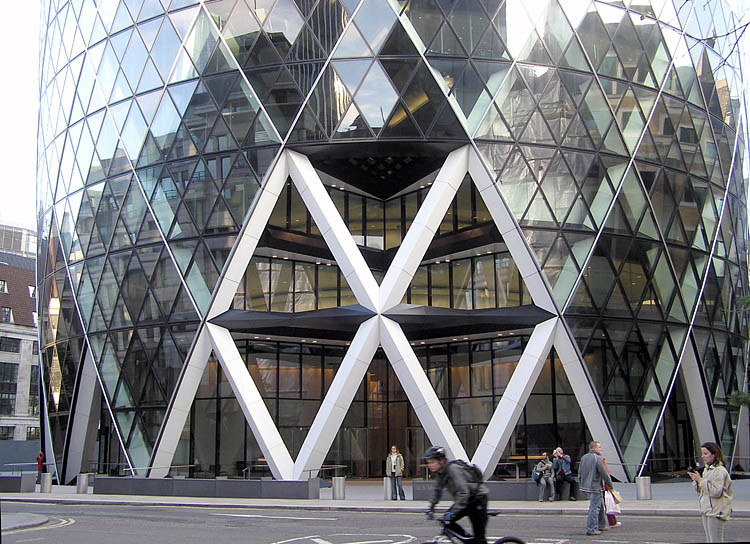
地上階ビル玄関部。

ノーマン・フォスターを代表とするロンドンの建築設計事務所、フォスター・アンド・パートナー社は、ビル周辺に起こる風の乱気流を減少させるため、独特な円錐形状の設計図を精巧に作り始めた。そのデザインは一流の英国王立建築家協会（RIBA）より、2004年にスターリング賞を受賞している。これは、審査員全員の満場一致による史上初の受賞だった。また2003年度のエンポリス・スカイスクレイパー賞でも、最も優秀な超高層ビルであるとして賞を獲得している。ビルはスウェーデンのスカンスカ社により建設され2004年に竣工、2004年4月28日に開場となった。
ビルは同等のタワービルが一般に消費するとされる電力の半分の使用で補えるように、省エネルギー技術が採用されている。各階ごとに、ビル全体へ自然換気システムとして空気を送る6つのシャフトを設けている（他に火事の際「煙突状態」になるのを防ぐ、防火帯も6階層ごとに必要とされる）。またこれらシャフトは、空気が2層のガラス間へサンドイッチ状に挟まれ、内側のオフィス空間とを遮断するという巨大な複層ガラス効果も引き起こしている。
通例、建築家は能率の悪い熱伝達を避けるため、一般住宅には二重ガラスの使用を制限するが、スイス・リ社はこの効果をあえて利用した。これによりシャフトが夏期間はビルの外へ暖かい空気を逃がし、また冬期間はパッシブ・ソーラー暖房の使用でビルを暖かく保つことができるようにした。さらにシャフトは日光がビル内へ通るようにし、労働環境をより快適なものにするほか、光熱費のコストを下げ続けている。
多くの高く聳え立つ建造物は、支柱や対角面の無い外周持つチューブ、またはそれらを組み合わせて建物側面の安定性を保っている。しかし、たとえこれらが風圧に抵抗し得るようデザインされたものだとしても、通常はビル内に住む人々にとってはまだ柔軟すぎるものである。強風による傾きを調整する原始的な方法としては、頑強さを増進させたり動吸振器（TMD）で振幅を制御するなどがあった。しかしオヴ・アラップ社の構造エンジニアからの援助もあり、スイス・リ社の完全な三角外周構造（円筒シェル構造）は、他の余分な補強を施すことなく強固なビルの建設を可能にしたのだった。また曲線を描くその形状にもかかわらず、実は頭頂部にあるレンズ状の柱頭のみが湾曲したガラスである。
ビルの中心的所有者は、本社として建物を使用するスイス・リ再保険会社である。オーナーとして、自社の名前を入れた「スイス・リ本社タワー」と名づけたものの、この名は公式なビルの名称にはならなかった。
ビルの最上階である40階には、ビル内の企業や顧客用へ向けたロンドンを360度見渡すことのできるバーが設けられている。さらに専用のレストランが39階に、個人向けのダイニングが38階にそれぞれ位置している。
多くの建造物がその屋上や最上階に大規模なエレベーター装置を設けているのに対し、ビルは40階にバーの建設が計画されていたため最上階に装置を設置するのが不可能であった。しかし、建築家達は34階まで基幹エレベーターを建設し、上昇用エレベーターを34階から39階まで取り付けることで対処した。さらに最上階のバーまで上がれるよう大理石でできた階段と、身障者用の小さなエレベーターが設置されている。
ビルは距離の離れたロンドン中心部からも見ることが可能で、例えば北側からであれば、M11高速道路から20マイル遠方に見ることができる。

## 最近の行事

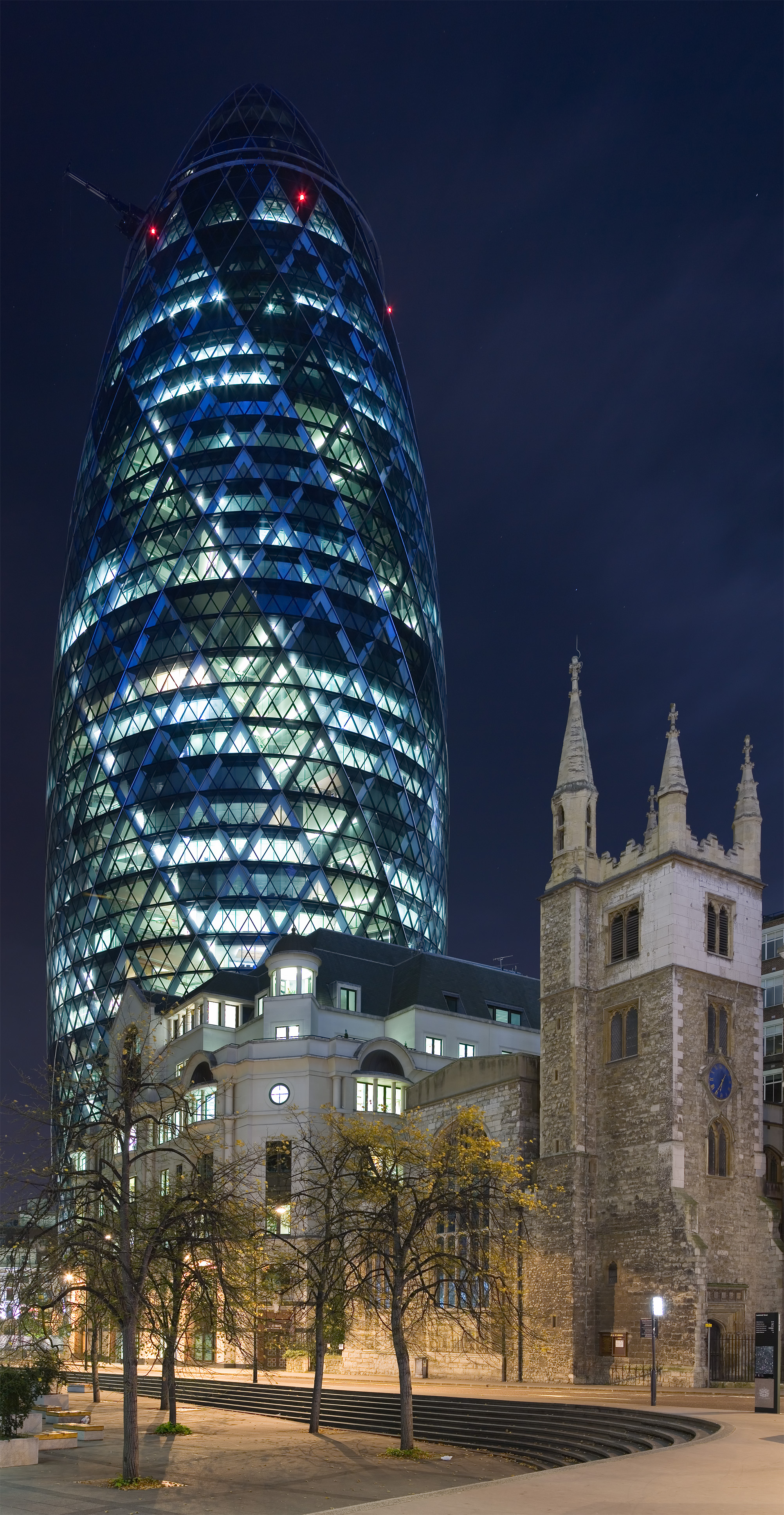
建築上の
デザインは、ビル手前に見えるようなより伝統的なロンドンの建造物と比べ、くっきりと対照的である。

2004年9月、通常一般には公開されていない多くの建物が週末に一般開放される、ロンドンのオープン・ハウス・デー期間中に、ガーキン内部を一目見ようとする人々が行列を作って並んだ。来場者の中には、40階に設けられた特別来訪者用区域へ到着するまでに、5時間以上も待った人がいたほどである。これはオープン・ハウス・デー史上最多来場者数を記録した。
2005年4月25日、各紙は590フィートの高さにあるガラスパネルが、4月18日に下方の広場へ落下したと報じた。広場は一時的に閉鎖されたが、ビルは開場したままであった。さらに広場からビルの受付まで拡張された、防備用の仮歩道が歩行者の安全を守るため建設された。その後他の744枚のガラスパネルは設計技師によって綿密に調査が行われた。
2005年12月、ビルは世界でも最も大規模な建築会社が行い、「2006 BD・ワールド・アーキテクチャー200」としても出版された調査で、世界で最も敬服される新建築物として票決された。しかし対照的に、2006年6月にビルはニュース番組であるBBCロンドンの視聴者から、ロンドンで最も醜い5つの建物の一つに指定され、5段階のうち4段階の酷評が与えられた。
2006年9月、ビルは6億ポンドで売りに出されることとなった。購入の可能性のある企業にはブリティッシュ・ランド社、ランド・セキュリティーズ、プルーデンシャル、INGグループなどがあげられ、更にはアブダビ王室も購入するのではないかとされた。この40階層の超高層ビルは全階層を借りた場合、年間約2700万ポンドに上るとされている。

## フィクションでの登場
- 2003年の映画「ラブ・アクチュアリー」では、背景にシーンによって建築段階が異なるビルの建設過程が見られる。
- バーティゴ・コミックスの連載シリーズ「ザ・ルーザーズ」の一部のストーリーで、影のCIA工作員と関係のある大企業の本部として描かれている。
- SFテレビシリーズ、ドクター・フーのクリスマススペシャル2005「クリスマスの侵略者」の中で、エイリアンの宇宙船が上陸した際にビルの全てのガラスが吹き飛ぶ描写が見られる。
- ウディ・アレンの2005年映画「マッチポイント」では、30セント・メリー・アクスの内装の特徴を描いたシーンがある。映画の中キャラクター、クリストファー・クリス・ウィルトンは、ビル内にあるオフィスで働く設定である。
- 2006年の続編映画、「氷の微笑2」では、ビルがデビッド・モリシー演ずるミッシェル・グラスのオフィスがある場所に設定されている。
- PlayStation 2専用ソフト「ゲッタウェイ2」では、架空の企業スコベル・グループの本社として描かれており、ゲーム内では特に目立っている。
- イギリスのBBC子供向けテレビ番組「ミー・トゥー!」では、ビルが架空の都市リバーシーフィンガルにあるハーレクイン病院のモデルとなっている。
- リドリー・スコットの2006年映画プロヴァンスの贈りものでは、ラッセル・クロウ演じる敏腕トレーダー・マックスの勤務先が30セント・メリー・アクスという設定になっている。
- 2010年には、『名探偵コナン』の「ホームズの黙示録」にて登場する暗号文の「ピクルス」の意味する建物が30セント・メリー・アクスという設定になっている。
- 2015年に発売されたゲームソフト「Cities: Skylines」では、ゲーム内で建設することができるランドマークの一つとして登場している。
- 2019年の映画「名探偵ピカチュウ」では、舞台となる都市、ライムシティにそびえる高層ビルのひとつとして登場する。

## 入居者
2015年1月現在、建物の現在の居住者は次のとおり。
- Standard Life
- Regus
- ION Trading
- Kirkland & Ellis
- Hunton & Williams
- Falcon Group
- Swiss Re
- Lab49
- Algotechs
- Webscaparate UK

さらに、小売業者やレストランは、スターリングやブリッジのニュースエージェントなどのサイトから運営されている。